# Unto the Locust
Unto the Locust è il settimo album in studio del gruppo statunitense Machine Head, pubblicato il 27 settembre 2011 dalla Roadrunner Records.

## Tracce
1. I Am Hell (Sonata in C#) – 8:26 (testo: P. Demmel, R. Flynn – musica: R. Flynn)
2. Be Still And Know – 5:43 (P. Demmel, R. Flynn)
3. Locust – 7:36 (P. Demmel, R. Flynn)
4. This Is The End – 6:12 (R. Flynn)
5. Darkness Within – 6:28 (testo: R. Flynn – musica: D. McClain, P. Demmel, R. Flynn)
6. Pearls Before The Swine – 7:19 (testo: P. Demmel, R. Flynn – musica: D. McClain, P. Demmel, R. Flynn)
7. Who We Are – 7:11 (R. Flynn)

Tracce bonus nell'edizione deluxe
1. Sentinel (cover dei Judas Priest) – 5:08
2. Witch hunt (cover dei Rush) – 4:46
3. Darkness Within (acustica) – 5:05

## Formazione
- Robert Flynn - voce, chitarra
- Adam Duce - basso
- Phil Demmel - chitarra
- Dave McClain - batteria